# Heinsdorfergrund

Heinsdorfergrund  (en allemand : /ˈhaɪ̯nsdɔʁfɐˌɡʁʊnt/, ? Écouter [Fiche]) est une commune de Saxe (Allemagne), située dans l'arrondissement du Vogtland, dans le district de Chemnitz.